# 강간 문화

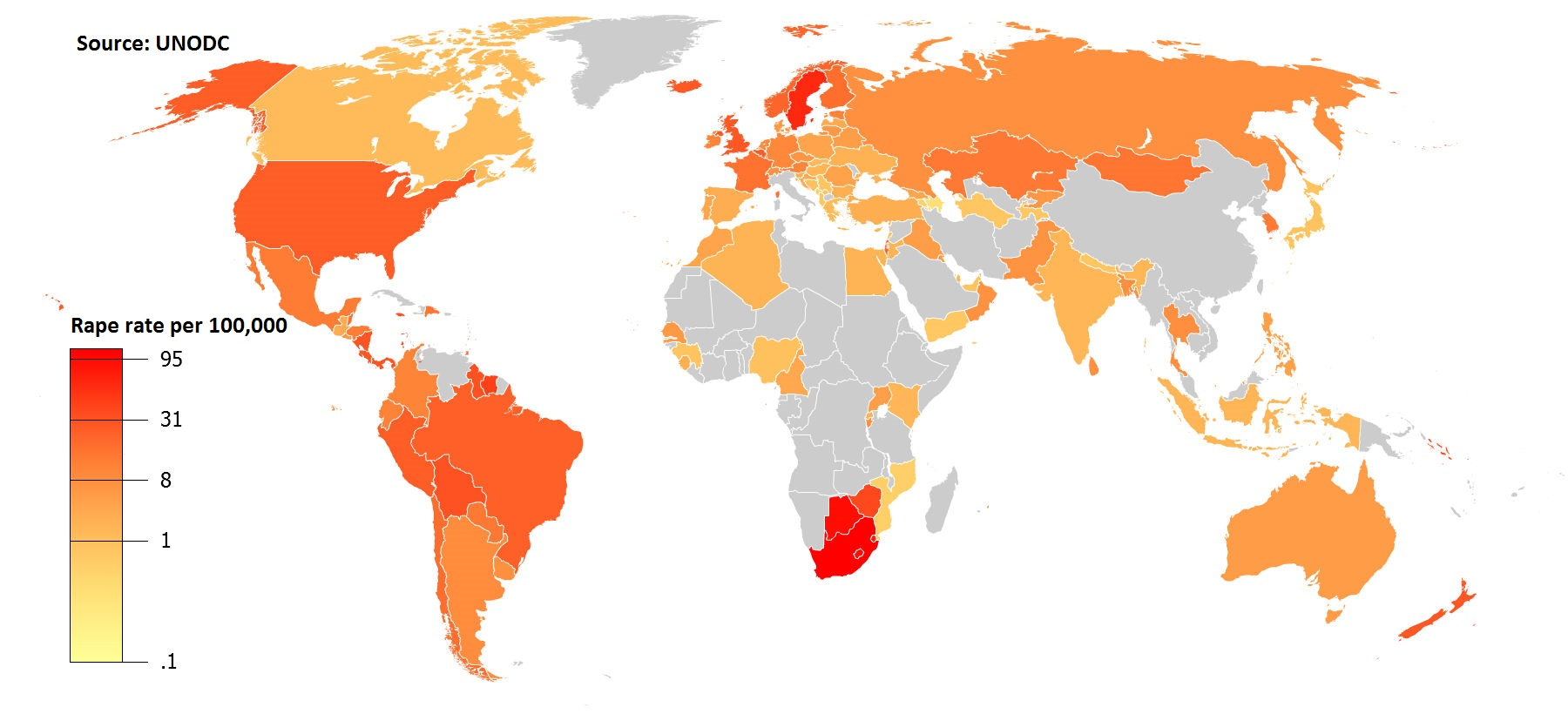
100,000 인구당 강간 통계(경찰 신고), 2010–2012

강간 문화란 강간이 사회적 성과 섹슈얼리티에 대한 사회적 태도에 따라 퍼지고 정상화 된다는 사회학적 개념이다. 일반적으로 강간 문화와 관련되는 행동에는 피해자 비난, 슬럿 셰이밍, 성적 대상화, 강간의 일반화, 강간이 널리 퍼져있다는 사실을 부정하는 것, 성폭력이 끼치는 해악을 인정하길 거부하는 것, 혹은 이것들의 결합이 있다. 강간 문화라는 용어는 특정한 사회 그룹 내의 행동을 묘사하고 설명하기 위해 사용되었다. 이를테면 전시 강간이 심리적 전쟁으로 활용되는 분쟁지역과 감옥 강간 등이 그 예시다. 또한 전 사회적으로도 강간 문화가 널리 퍼졌다고 추정된다.

## 탄생과 용법
"강간 문화"라는 용어는 1970년대 제2세대 여성주의에서 만들어진 용어로, 이후 현대 미국 문화 전체에 수용되었다. 1970년대에 그들은 강간에 대해 대중에게 널리 퍼뜨리기 위해 노력했다. 당시 한 심리학자의 말에 따르면 이전까지의 대부분의 미국인들은 강간, 근친 상간 및 배우자 폭행이 거의 발생하지 않았다고 말했다. 강간 문화의 개념은 강간이 미국 문화에 만연해있고, 정상적이었으며 남녀 차별주의의 극단적인 징후라고 단언했다. 강간은 이전과는 다르게 성범죄보다는 폭행죄로 정의되었으며 성적 욕망보다는 남성 우월주의와 협박, 그리고 성차별주의적 측면으로 집중되었다. 강간은 가해자가 아니라 피해자의 임장에서 재검토되기 시작했다.
이 용어가 처음으로 공식적으로 사용된 것은 1974년에 노린 코넬과 캐산드라 윌슨에 의해 공저된 《Rape: The First Sourcebook for Women》이다. 이것은 수잔 브라운밀러(Susan Brownmiller)의 1975년에 출판된 《우리의 의지에 반하여(Against Our Will: Men, Women and Rape)》과 더불어 최초의 피해자 시점의 1인칭 저서이다.
사회학자 교수 조이스 윌리엄스(Joyce E. Williams)는 1975년 Rape Culture라는 다큐멘터리 영화에서 '강간 문화'라는 용어의 탄생과 최초의 용례를 추적했다.
1970년대 중반부터 여러 가지 매체에서 더 널리 쓰이는 용어가 되었다. 특히 최근 여성주의적 활동이 활발해지며 용어의 쓰임이 다양화되었다.

## 참고 문헌
- Emilie Buchwald; Pamela R. Fletcher; Martha Roth, 편집. (1993). 《Transforming a Rape Culture》. ISBN 978-1-57131-204-4.
- Burt, M. R. (1980). “Cultural myths and supports for rape”. 《Journal of Personality and Social Psychology》 38 (2): 217–230. CiteSeerX 10.1.1.474.5745. doi:10.1037/0022-3514.38.2.217. PMID 7373511.
- M. R. Burt & R. S. Albin (1981). “Rape Myths, Rape Definitions, and Probability of Conviction”. 《Journal of Applied Social Psychology》 11 (3): 212–230. doi:10.1111/j.1559-1816.1981.tb00739.x. 2013년 1월 5일에 원본 문서에서 보존된 문서.
- Courts offered women few protections in cases of rape (Bloomington, Illinois newspaper)